# Нуман-паша Кёпрюлю
Кёпрюлюзаде Дамад Нуман-паша (тур. Köprülüzade Damat Numan Paşa, ок. 1670 — 6 февраля 1719) — государственный и военный деятель Османской империи, великий визирь (16 июня — 17 августа 1710 года).

## Биография
Происходил из крупной и влиятельной османской семьи Кёпрюлю. Сын великого  Фазыла Мустафы Кёпрюлю (1637—1691), великого визиря (1689—1691). Начальное образование получил под руководством своего отца. Приобрел военное и политическое значение во времена своего дяди, великого визиря Хусейна Кёпрюлю, который содействовал началу его государственной карьеры.
В 1700 году Нуман-паша Кёпрюлю был назначен визирем в диване Османской империи. В марте 1701 года получил назначение на должность бейлербея Эрзурума. В октябре 1702 года был назначен мирмираном Анатолии. Впоследствии он породнился с правящей династией Османов, женившись на Айше-cултан, дочери султана Мустафы II.
В 1703 году после смерти султана Мустафы II (1695—1703) и вступления на султанский трон Ахмеда III (1703—1730) карьерный рост Нумана-паши прекратился. В 1703 году он был назначен губернатором острова Эвбея, а в июне 1704 года — острова Крит. В 1709 году вторично был назначен на Эвбею. 11 декабря 1709 года Нуман-паша был назначен бейлербеем Боснии, а 4 января 1710 года, — командиром турецкого гарнизона в Белграде. На всех этих должностях Нуман Кёпрюлю проявил себя наилучшим образом — честным, неподкупным и способным организатором. Поэтому в разгар кризиса, вызванного бегством в Османскую империю короля Карла XII, султан решил назначить именно Нумана Кёпрюлю новым великим визирем.

## Великий визирь
16 июня 1710 года Нуман-паша Кёпрюлю был назначен великим визирем Османской империи. В отличие от своего предшественника — Дамата Чорлулу Али-паши, Нуман Кёпрюлю был благосклонен к шведскому королю. Однако он не соглашался с его попыткой втянуть Османскую империю в новую войну с Российским государством. Нуман-паша Кёпрюлю считал её не совсем своевременной из-за того, что Австрия, Венеция и Речь Посполитая могут вмешаться в эту войну на стороне России. С другой стороны, великий визирь думал, что не стоит упускать возможность вмешаться в дела соседей, которые продолжали участие в Северной войне. Поэтому передав большую сумму денег шведскому королю Карлу XII, Нуман-паша Кёпрюлю предложил последнему в качестве почетного эскорта (фактически отдельной армии) 40 тысяч турецкого войска, чтобы тот сумел отбыть в шведские владения в Европе. Нуман-паша пытался помочь Карлу XII, вел переговоры с гетманом Филиппом Орликом о совместных действиях со шведами при поддержке крымского хана Девлета II Герая. Впрочем, несмотря на давление со стороны врагов России, великий визирь не желал начинать открытой войны. Это не входило в планы шведского короля, которого поддерживали Франция и Венеция. Кроме того, Нуман-паша Кёпрюлю приказал выполнить постановление бывшего султана о запрете нахождения христианских, в частности французских торговцев вблизи мечетей в Стамбуле. Такие действия усилили неприязнь Франции к великому визирю. Её посланник пытался настроить султана Ахмеда III против Нумана Кёпрюлю. В итоге 17 августа 1710 года Нумана Кёпрюлю был отстранен от должности.

## Дальнейшая жизнь
В 1710 году Нуман-паша Кёпрюлю в третий раз был отправлен губернатором на остров Эвбея. После этого в 1711—1713 годах занимал поочередно становится командиром крепостей Ханья и Кандия на острове Крит. 8 ноября 1713 года он назначается санджак-беем Янины в Албании. В 1714 году Нуман-паша был назначен бейлербеем Боснии. На этой должности боролся с восстанием, которое поддерживала Венецианская республика. После успешного подавления боснийского восстания Нуман-паша Кёпрюлю был назначен правителем Белграда. Впрочем здесь Кёпрюлю не смог справиться с ситуацией, поэтому он был направлен правителем санджаков Ичил и Ментеше, где он успешно боролся с разбойниками. В 1716 году Нуман-паша был назначен бейлербеем и мухафизом Кипра. Здесь он проявил свои организаторские способности, приведя в порядок остров. Поэтому в том же году он получил назначение сердара Боснии. В это время шла очередная австро-турецкая война. Благодаря талантам князя Евгения Савойского османские войска понесли ощутимые поражений и в 1717 году потеряли Белград. Прибыв на место, Нуман-паша Кёпрюлю организовал оборону Боснии, сумев отбить нападение австрийской армии. Также он заставил противника снять осаду с города Изворник. После завершения войны в 1718 году назначается на остров Крит. Здесь он заболел и скончался 6 февраля 1719 года.